# Anna Wahlenberg
Anna Maria Lovisa Wahlenberg, pseudonim „Rien” (ur. 23 maja 1858 w Sztokholmie, zm. 29 listopada 1933 tamże) – szwedzka pisarka, dramaturg, publicystka, tłumaczka i autorka literatury dla dzieci i młodzieży.

## Życiorys
Anna Wahlenberg urodziła się w 1858 roku w na wyspie Kungsholmen znajdującej się na jeziorze Melar, która należy do okręgu administracyjnego Kungsholmen, w obszarze gminy Sztokholm. Była córką Adolfa Wilhelma Wahlenberga (1827–1890), właściciela fabryki świec, i Marii Theresii (Thérèse) Lönngren. Miała trzech braci i dwie siostry. Jedną z sióstr była tłumaczka Ewa Wahlenberg (1860–1949).
W latach 1870–1873 uczyła się w szkole dla dziewcząt Gustafa Pauli, a następnie w latach 1873–1875 w szkole dla dziewcząt Wallinska skolan w Sztokholmie, założonej przez Andersa Fryxella. W 1888 r. poślubił dziennikarza Dagens Nyheter, Fritza Kjerrmana, z którym miała dwóch synów. Anna Wahlenberg mieszkała w Sztokholmie przez całe życie. Po śmierci męża w 1896 r. wraz z synami wprowadziła się do siostry. Utrzymywała się głównie z pisania.
Anna Wahlenberg zmarła w 1933 r. i została pochowana na Norra begravningsplatsen w Solnie.

### Twórczość

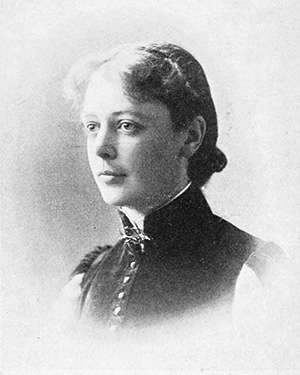
Anna Wahlenberg, 1865

Zadebiutowała w 1882 rok wydając pod pseudonimem „Rien” (w j. francuskim „nic”) tom Teckningar i sanden zawierający opowiadania. Kolejne tomy opowiadań wydała w 1887 r. Hos grannas i w 1887 r. I hvardagslag. W 1886 r. wydała pierwszą powieść Små själar, która poruszała problem nieodpowiedniej edukacji kobiet i ograniczenia, jakie nakładało na nie ówczesne społeczeństwo. Książka zawierała przesłanie, że kobiety muszą stać się niezależne finansowo, aby przejąć kontrolę nad własnym życiem. W 1887 r. ukazała się kolejna powieść Underliga vägar, w której porusza kwestię pracy zawodowej kobiet w świecie zdominowanym przez mężczyzn. Anna Wahlenberg jest również autorką wielu artykułów, w tym relacji z podróży do Londynu i Paryża, które ukazały się w Dagens Nyheter w 1882 r. W latach 1888–1907 napisała siedem sztuk dla Królewskiego Teatru Dramatycznego w Sztokholmie.
Wahlenberg dużą rolę w literaturze szwedzkiej odegrała jako autorka książek przeznaczonych dla dzieci i młodzieży. W 1895 r. wydała Bengts sagor om kungar och tomtar och troll och prinsessor a rok później jej bajki Tusen och en natt ukazały się w ramach serii Barnbiblioteket Saga. W trzech tomach zawarła, po raz pierwszy przetłumaczone na szwedzki, klasyczne Baśnie z tysiąca i jednej nocy. Odbiegały one znacząco od oryginału ponieważ przerobione były tak, aby dostosować je dla młodego szwedzkiego czytelnika.
Napisała ponad 200 bajek, jej książki ilustrowane były m.in. przez Giselę Trapp, Lydię Skottsber, Johna Bauera, Ainę Stenberg-Masolle, Annickę Öman, Maja Lindmana, Andersa Teodora Byberga, a także przez pionierkę szwedzkiej bilderbok Ottilię Adelborg.

## Wybrana twórczość

### Literatura dla dorosłych
- Teckningar i sanden, 1882
- Små själar: en hvardagshistoria, 1886
- Hos grannas, 1887
- Underliga vägar, 1887
- I hvardagslag, 1889
- På vakt: komedi i tre akter, 1890
- Stora barn och små, 1891
- Två valspråk: komedi i tre akter, 1892
- Löndörren: pjes i 4 akter, 1892
- Tolf skisser, 1893
- En stor man: berättelse. 1, 1894
- En stor man: berättelse. 2, 1894
- En stor man: berättelse, 1894
- Så hände det sig...: tolf historier, 1896
- Bindande band: berättelse, 1898
- Två hustrur, 1899
- Interiörer, 1900
- Med lyftad vinge, 1901
- För vind och våg, 1902
- Skymtande ansikten, 1902
- En ny dag: berättelse, 1904
- Den syndiga, gamla människan, 1905
- Två slags folk, 1905
- Förbrytare, 1906
- Sömngångerska, 1907
- Hvardagshistorier, 1908
- Människokännaren: pjäs i fyra akter, 1908
- Vägg om vägg, 1908
- Ett hjärtas rop, 1909
- Kärlekens förgårdar, 1910
- Fru Julias man med flera berättelser, 1911
- Fint folk och inte fint folk, 1912
- Hildur, 1912
- Hvad kärlek är och andra noveller, 1912
- Siri, 1913
- Vid avgrundens rand: en tankekedja, 1913
- Älskog, gammal och ung, 1913
- Signild: tankekedja, 1914
- Cendrillon: komedi i en akt, 1915
- En mesallians: komedi i en akt, 1915
- Stackars flicka: komedi i en akt, 1915
- Den starkaste, 1915
- Drottningen, 1916
- En spion: Stockholmsroman, 1917
- Den stora kärleken, 1918
- Stockholmsfigurer på 90-talet, 1919
- I lögnens rike, 1920
- Vindskamraterna, 1922
- Syndaren, 1924
- Legender, 1926
- Den stora festen, 1928
- Pappas kria: komedi i tre akter, 1930
- Damoklessvärdet: komedi i en akt, 1931
- Skammens barn: Vid dödens port: två berättelser, 1933
- Svindlaren, 1934

### Literatura dla dzieci i młodzieży

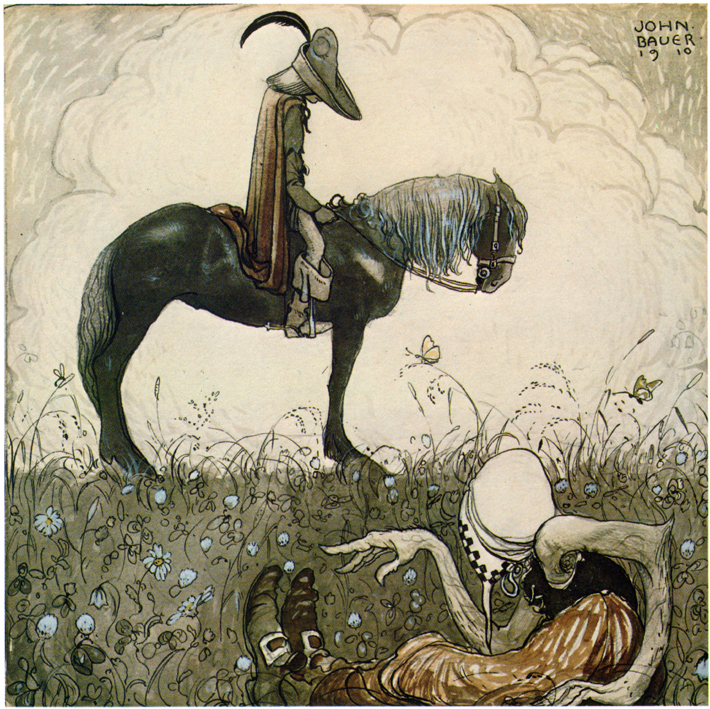
Ilustracja Johna Bauera z tomu bajek Bland Tomtar och Troll Trollritten, 1910

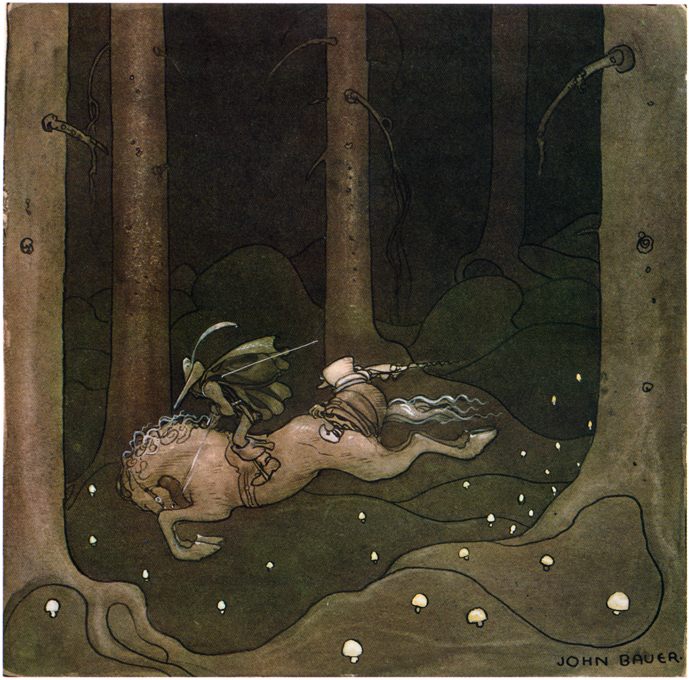
Ilustracja Johna Bauera z tomu bajek Bland Tomtar och Troll Trollritten, 1910

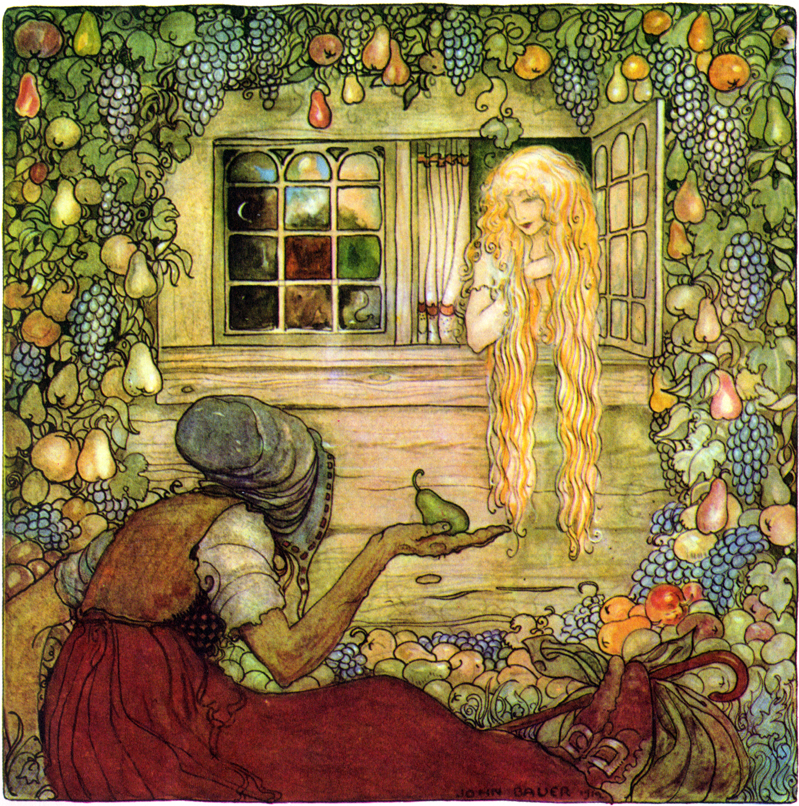
Ilustracja Johna Bauera bajki Trollkarlens Kappa, 1912

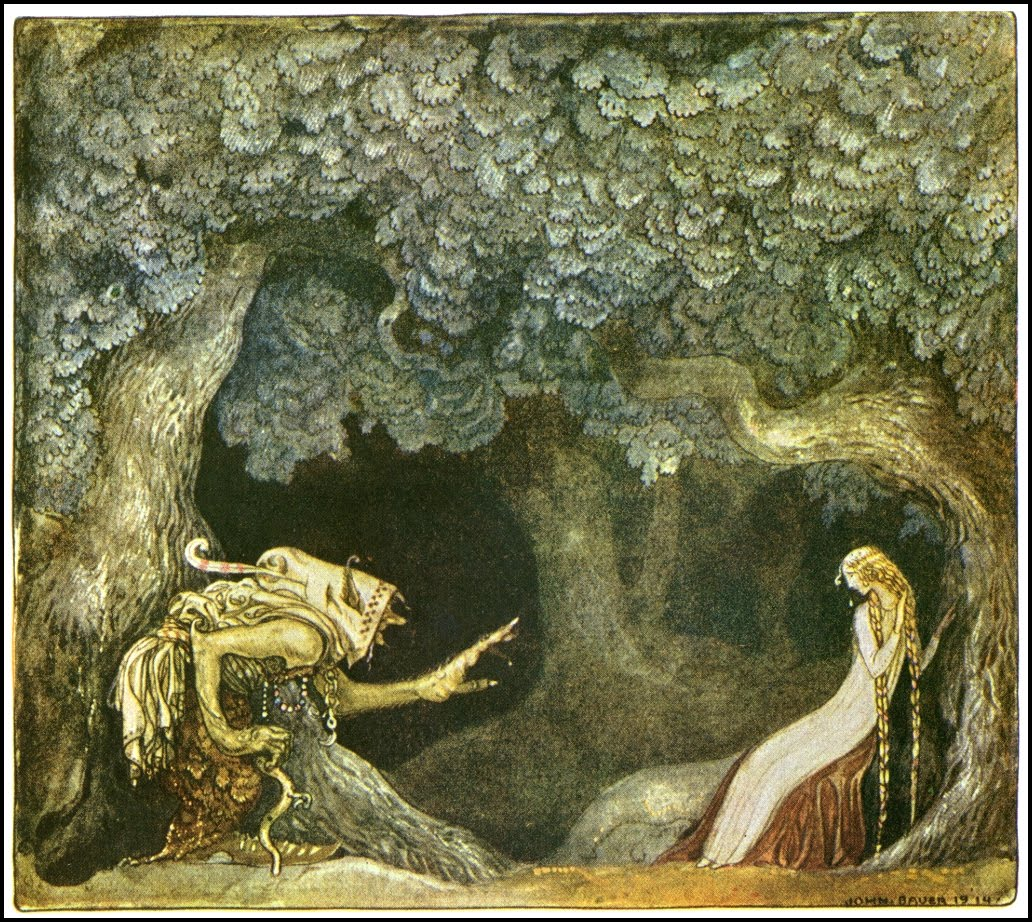
Ilustracja Johna Bauera bajki Drottningens halsband, 1914

- Bengts sagor om kungar och tomtar och troll och prinsessor, 1895. Ilustrator: Ottilia Adelborg
- Jule-mor: sagor, 1899. Ilustrator: Gisela Trapp
- Skomakar-prinsessan, 1902. Ilustrator: Lydia Skottsberg
- Länge, länge, sedan, 1903. Ilustrator: John Bauer
- Anna Wahlenbergs sagor, 1908
- Prinsessans visa, 1909
- Sagornas rike, 1910. Ilustrator: Aina Stenberg-Masolle.
- Sagoteatern, 1911. Ilustrator: Aina Stenberg-Masolle.
- Gustav II Adolfs ungdom, 1912
- Guldhönan och andra sagor, 1912
- Sagornas folk, 1913. Ilustrator: Aina Stenberg-Masolle.
- Lyckokatten jämte flera sagor, 1915. Ilustrator: Aina Stenberg-Masolle.
- Tom och andra historier, 1916
- Lata Lena jämte flera sagor, 1917. Ilustrator: Aina Stenberg-Masolle.
- Dvärgprinsessan och andra sagor, 1919. Ilustrator: Aina Stenberg-Masolle.
- Trollkäppen och andra sagor, 1921. Ilustrator: Aina Stenberg-Masolle.
- Den lille puckelryggen: sagor och berättelser, 1922
- Solskensträdet och andra sagor, 1923. Ilustrator: Aina Stenberg-Masolle.
- Paradisfågeln: sagor, 1923. Ilustrator: Aina Stenberg-Masolle.
- Trollförklädet: sagor, 1923. Ilustrator: Anders Teodor Byberg.
- Silverklockan: legend, 1924
- Killevippa: sagor, 1924
- Världens dummaste karl, 1925
- Kungens nattmössa: sagospel, 1925. Ilustrator: Aina Stenberg-Masolle.
- Gossen, som ville ha pannkakor, 1926
- Kung Puttilutt och andra sagor, 1927
- Den underbara lyckonålen, 1927
- Sagor för yngre barn, 1930
- Sagor för äldre barn, 1930
- Fulingen och andra sagor, 1930
- Unga grevens hjärta: sagospel i fyra akter, 1931
- Den lilla tjänstepigan: saga, 1932. Ilustrator: Maj Lindman.
- Anders nya mössa: saga på vers, 1932. Ilustrator: Aina Stenberg-Masolle.
- Trollritten och andra sagor, 1932
- Skatan som fick salt på stjärten: sagobok om djur, 1933
- Gustav II Adolfs ungdom: historisk berättelse, 1933
- Sagor: 1858-1938 (pośmiertne wydanie z rysunkami Aina Masolle), 1938. Ilustrator: Aina Stenberg-Masolle.